# Collana Arco
Collana Arco es una colección de historietas italianas del Oeste, publicadas desde 1953 a 1958 por la casa Edizioni Audace (hoy Sergio Bonelli Editore).

## Trayectoria editorial
En Collana Arco fueron editadas ocho series de historieta, cada una de ellas dedicada a un personaje diferente:
1. Yuma Kid (1953)
2. Za La Mort (1953-1954)
3. El Kid (1955-1956)
4. Terry (1956)
5. Cherry Brandy racconta (1956)
6. La Pattuglia dei Bufali (1957)
7. Big Davy (1957)
8. Rocky Star (1957-1958)

Los guionistas de dichas series son Gian Luigi Bonelli, Roy D'Amy y Andrea Lavezzolo, mientras que los dibujantes son Dino Battaglia, Giovanni Benvenuti, Renzo Calegari, Rinaldo D'Ami, Francesco Gamba, Pietro Gamba, Giovanni Sinchetto, Giovanni Ticci y Mario Uggeri.
Muchas de estas series fueron posteriormente reeditadas en la colección Avventure del West.